# لس رئالخس
لس رئالخس (به اسپانیایی: Los Realejos) یک شهرستان در اسپانیا با جمعیت ۳۸٬۰۲۸ نفر است که در جزایر قناری واقع شده‌است.

## نگارخانه

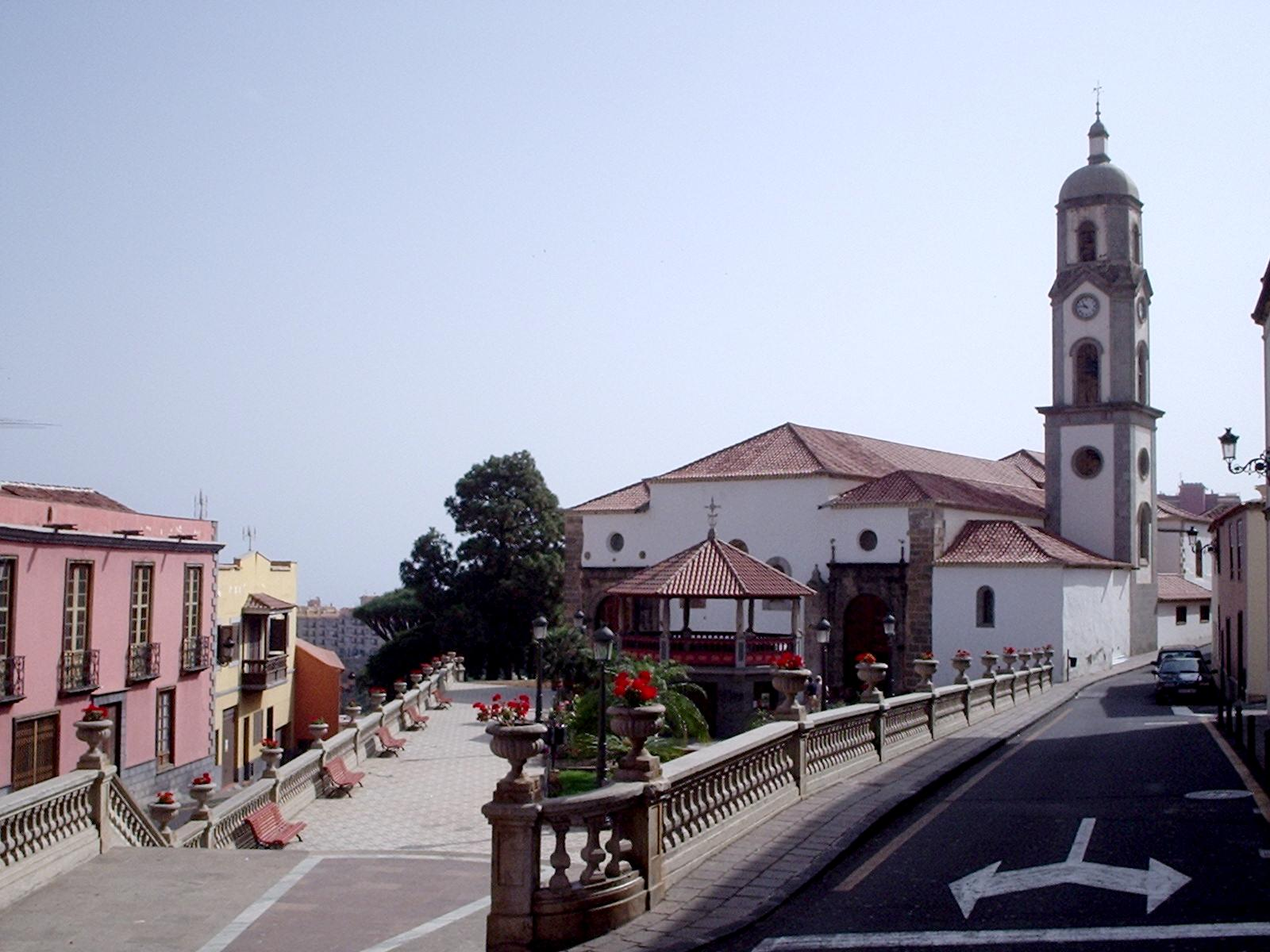
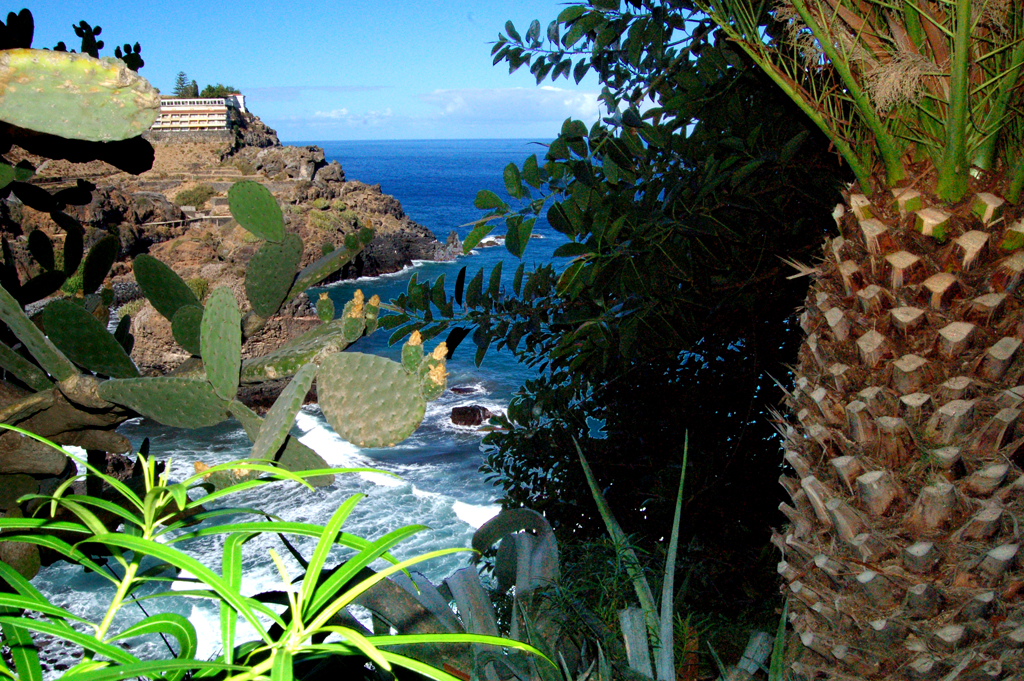
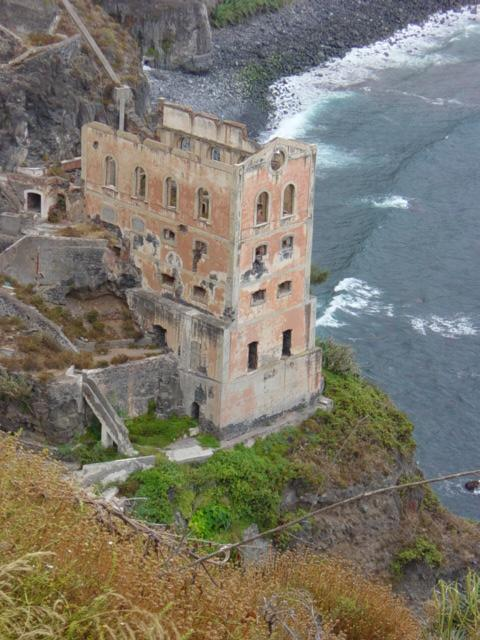
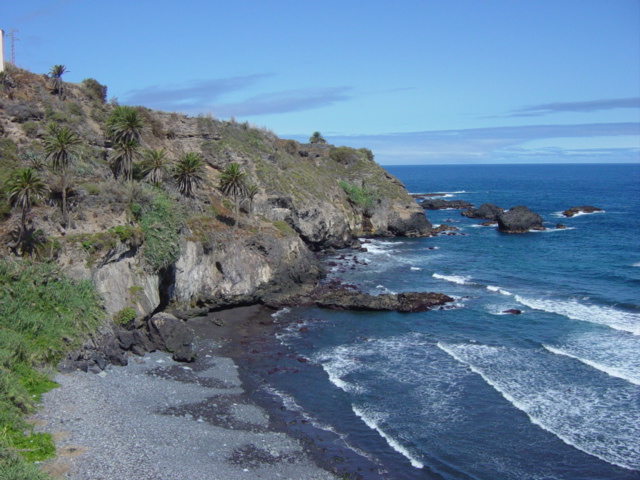